# Oksana Kalašnikova
Oksana Kalašnikova, accreditata come Oksana Kalashnikova dalla WTA (in georgiano ოქსანა კალაშნიკოვა?; Tbilisi, 5 settembre 1990), è una tennista georgiana.

## Carriera
Nel circuito ITF ha vinto ventotto titoli di cui 5 in singolare e 25 in doppio.
Il suo debutto nel circuito WTA avviene nel 2010, dove viene sconfitta al primo turno di qualificazione al Brisbane International dalla spagnola Arantxa Parra Santonja. Partecipa alle qualificazioni degli Australian Open dove sconfigge al primo turno la connazionale Margalita Čakhnašvili, mentre al secondo turno è battuta dalla russa Anastasija Pivovarova. Al Roland Garros, viene sconfitta al turno finale delle qualificazioni da Ekaterina Ivanova, dopo aver avuto la meglio ai primi due turni su Shannon Golds ed Edina Gallovits. Le va male a Wimbledon, dove viene subito eliminata dalla ceca Andrea Hlaváčková. Nel mese di luglio prende parte allo Swedish Open e all'Istanbul Cup, perdendo in entrambi i casi al primo turno di qualificazioni rispettivamente contro Natalia Ryzhonkova e Marta Domachowska. Agli US Open non fa molta strada, infatti viene subito eliminata da Tetjana Lužans'ka.
Nel 2011, non supera le qualificazioni agli Australian Open perdendo al secondo turno di qualificazioni dalla statunitense Irina Falconi, dopo aver sconfitto nel turno precedente la russa Ekaterina Byčkova. Non ci riesce nell'intento anche al Brussels Open dove dopo aver ricevuto un bye all'esordio, viene superata dalla wild-card statunitense Abigail Spears. La settimana seguente, prende parte al Roland Garros entrando nel tabellone delle qualificazioni, dove batte prima al primo turno la kazaka Zarina Dijas, per poi uscire di scena al secondo turno per mano della canadese Stéphanie Dubois.
Nel 2012, Oksana viene eliminata al primo turno di qualificazioni al Roland Garros dalla giapponese Misaki Doi. Nel mese di settembre, prende parte al Tashkent Open perdendo al primo turno di qualificazioni dalla russa Marta Sirotkina. Al Royal Indian Open, batte al primo turno l'australiana Monique Adamczak per poi cedere alla giovane croata Donna Vekić.
Nel 2013, non supera le qualificazioni alla Copa Bionaire perdendo al primo turno dalla statunitense Alison Riske. Prende poi parte alla WTA Brasil Tennis Cup entrando nel tabellone di qualificazioni dove dopo aver battuto al primo turno la paraguaiana Verónica Cepede Royg, perde nel turno decisivo dalla tedesca Kristina Barrois. A maggio, gioca al Brussels Open dove batte al primo turno di qualificazione la statunitense Jill Craybas, per poi essere sconfitta dalla portoghese Maria João Koehler. Alla Baku Cup, supera le qualificazioni battendo Tamari Čalaganidze e Oleksandra Korašvili accendendo per la prima volta in carriera ad un tabellone principale, dove viene eliminata dalla ceca Tereza Martincová. Alla Rogers Cup batte al primo turno a sorpresa l'ottava testa di serie, la spagnola Sílvia Soler Espinosa, mentre al turno finale viene sconfitta solo al tie-break del terzo set dalla slovacca Jana Čepelová. Al Ningbo Challenger, batte al primo turno delle qualificazioni la serba Jovana Jakšić mentre a quello seguente cede all'olandese Richèl Hogenkamp.
Oksana inizia il 2014 allo Shenzhen Open dove entra nelle qualificazioni, ma viene subito eliminata al primo turno dalla bulgara Cvetana Pironkova.

## Statistiche WTA

### Doppio

#### Vittorie (7)
| Legenda               | Legenda      |
| --------------------- | ------------ |
| Grande Slam (0)       |              |
| Ori Olimpici (0)      |              |
| WTA Finals (0)        |              |
| WTA Elite Trophy (0)  |              |
| Dal 2009 al 2020      | Dal 2021     |
| Premier Mandatory (0) | WTA 1000 (0) |
| Premier 5 (0)         | WTA 1000 (0) |
| Premier (0)           | WTA 500 (0)  |
| International (4)     | WTA 250 (3)  |

| N. | Data             | Torneo                          | Superficie  | Compagna           | Avversarie in finale                 | Punteggio           |
| 1. | 28 luglio 2013   | Baku Cup, Baku                  | Cemento     | Iryna Burjačok     | Eléni Daniilídou Aleksandra Krunić   | 4-6, 7-6(3), [10-4] |
| 2. | 19 luglio 2015   | Bucarest Open, Bucarest         | Terra rossa | Demi Schuurs       | Andreea Mitu Patricia Maria Țig      | 6-2, 6-2            |
| 3. | 11 giugno 2016   | Rosmalen Open, 's-Hertogenbosch | Erba        | Jaroslava Švedova  | Xenia Knoll Aleksandra Krunić        | 6-1, 6-1            |
| 4. | 26 febbraio 2017 | Hungarian Ladies Open, Budapest | Cemento (i) | Hsieh Su-wei       | Arina Rodionova Galina Voskoboeva    | 6-3, 4-6, [10-4]    |
| 5. | 17 luglio 2022   | Hungarian Grand Prix, Budapest  | Terra rossa | Ekaterine Gorgodze | Katarzyna Piter Kimberley Zimmermann | 1-6, 6-4, [10-6]    |
| 6. | 7 agosto 2023    | Prague Open, Praga              | Cemento     | Nao Hibino         | Quinn Gleason Elixane Lechemia       | 6(7)-7, 7-5, [10-3] |
| 7. | 23 maggio 2025   | Marocco Open, Rabat             | Terra rossa | Maya Joint         | Angelica Moratelli Camilla Rosatello | 6-3, 7-5            |

#### Sconfitte (7)
| Legenda               | Legenda      |
| --------------------- | ------------ |
| Grande Slam (0)       |              |
| Argenti Olimpici (0)  |              |
| WTA Finals (0)        |              |
| WTA Elite Trophy (0)  |              |
| Dal 2009 al 2020      | Dal 2021     |
| Premier Mandatory (0) | WTA 1000 (0) |
| Premier 5 (0)         | WTA 1000 (0) |
| Premier (0)           | WTA 500 (1)  |
| International (4)     | WTA 250 (2)  |

| N. | Data              | Torneo                        | Superficie  | Compagna              | Avversarie in finale                            | Punteggio        |
| 1. | 20 luglio 2014    | Istanbul Cup, Istanbul        | Cemento     | Paula Kania           | Misaki Doi Elina Svitolina                      | 4-6, 0-6         |
| 2. | 30 settembre 2017 | Tashkent Open, Tashkent       | Cemento     | Nao Hibino            | Tímea Babos Andrea Hlaváčková                   | 5-7, 4-6         |
| 3. | 4 febbraio 2018   | Taiwan Open, Taipei           | Cemento (i) | Nao Hibino            | Duan Yingying Wang Yafan                        | 6(4)-7, 6(5)-7   |
| 4. | 3 maggio 2019     | Marocco Open, Rabat           | Terra rossa | Georgina García Pérez | María José Martínez Sánchez Sara Sorribes Tormo | 5-7, 1-6         |
| 5. | 8 aprile 2023     | Copa Colsanitas, Bogotà       | Terra rossa | Katarzyna Piter       | Irina Chromačëva Iryna Šymanovič                | 1-6, 6-3, [6-10] |
| 6. | 15 ottobre 2023   | Hong Kong Open, Hong Kong     | Cemento     | Aljaksandra Sasnovič  | Tang Qianhui Tsao Chia-yi                       | 5-7, 6-1, [9-11] |
| 7. | 15 settembre 2024 | Guadalajara Open, Guadalajara | Cemento     | Kamilla Rachimova     | Anna Danilina Irina Chromačëva                  | 6-2, 5-7, [7-10] |

## Circuito WTA 125

### Doppio

#### Vittorie (4)
| N. | Data             | Torneo                           | Superficie  | Compagna        | Avversarie in finale                  | Punteggio        |
| 1. | 11 novembre 2012 | Royal Indian Open, Pune          | Cemento     | Nina Bratčikova | Julia Glushko Noppawan Lertcheewakarn | 6-0, 4-6, [10-6] |
| 2. | 7 settembre 2019 | New Haven Challenger, New Haven  | Cemento     | Anna Blinkova   | Usue Maitane Arconada Jamie Loeb      | 6-2, 4-6, [10-4] |
| 3. | 17 dicembre 2022 | Open de Limoges, Limoges         | Cemento (i) | Marta Kostjuk   | Alicia Barnett Olivia Nicholls        | 7-5, 6-1         |
| 4. | 14 luglio 2024   | Grand Est Open 88, Contrexéville | Terra rossa | Iryna Šymanovič | Wu Fang-hsien Zhang Shuai             | 5-7, 6-3, [10-7] |

#### Sconfitte (12)
| N.  | Data              | Torneo                                | Superficie  | Compagna               | Avversarie in finale                      | Punteggio        |
| 1.  | 27 settembre 2013 | Ningbo Challenger, Ningbo             | Cemento     | Iryna Burjačok         | Chan Yung-jan Zhang Shuai                 | 2-6, 1-6         |
| 2.  | 15 novembre 2015  | Open de Limoges, Limoges              | Cemento (i) | Margarita Gasparjan    | Barbora Krejčíková Mandy Minella          | 6-1, 5-7, [6-10] |
| 3.  | 27 novembre 2015  | Carlsbad Classic, Carlsbad            | Cemento     | Tatjana Maria          | Gabriela Cé Verónica Cepede Royg          | 6-1, 4-6, [8-10] |
| 4.  | 22 dicembre 2019  | Open de Limoges, Limoges (2)          | Cemento (i) | Ekaterina Aleksandrova | Georgina García Pérez Sara Sorribes Tormo | 2-6, 6(3)-7      |
| 5.  | 14 maggio 2022    | Clarins Open, Parigi                  | Terra rossa | Miyu Katō              | Beatriz Haddad Maia Kristina Mladenovic   | 7-5, 4-6, [4-10] |
| 6.  | 19 giugno 2022    | Veneto Open, Gaiba                    | Erba        | Vitalija D'jačenko     | Madison Brengle Claire Liu                | 4-6, 3-6         |
| 7.  | 23 ottobre 2022   | Open de Rouen, Rouen                  | Cemento (i) | Misaki Doi             | Natela Dzalamidze Kamilla Rachimova       | 2-6, 5-7         |
| 8.  | 2 aprile 2023     | San Luis Potosí Open, San Luis Potosí | Terra rossa | Katarzyna Piter        | Aliona Bolsova Andrea Gámiz               | 6(5)-7, 4-6      |
| 9.  | 17 dicembre 2023  | Open de Limoges, Limoges (3)          | Cemento (i) | Maia Lumsden           | Cristina Bucșa Jana Sizikova              | 4-6, 1-6         |
| 10. | 8 giugno 2024     | Makarska Open, Macarsca               | Terra rossa | Nao Hibino             | Sabrina Santamaria Iryna Šymanovič        | 4-6, 6-3, [6-10] |
| 11. | 3 maggio 2025     | Open 35 de Saint-Malo, Saint-Malo     | Terra rossa | Angelica Moratelli     | Maia Lumsden Makoto Ninomiya              | 5-7, 2-6         |
| 12. | 7 giugno 2025     | Makarska Open, Macarsca (2)           | Terra rossa | Elena Pridankina       | Jesika Malečková Miriam Škoch             | 6-2, 3-6, [4-10] |

## Statistiche ITF

### Singolare

#### Vittorie (5)
| Torneo $100.000 (0) |
| Torneo $80.000 (0)  |
| Torneo $75.000 (0)  |
| Torneo $60.000 (0)  |
| Torneo $50.000 (0)  |
| Torneo $40.000 (0)  |
| Torneo $25.000 (4)  |
| Torneo $15.000 (0)  |
| Torneo $10.000 (1)  |

| N. | Data            | Torneo                                       | Superficie    | Avversaria in finale  | Punteggio     |
| 1. | 12 ottobre 2008 | ITF Femenil San Luis Potosí, San Luis Potosí | Cemento       | Frederica Piedade     | 7–5, 4–6, 6–4 |
| 2. | 8 marzo 2009    | ITF Women's Circuit Giza, Giza               | Terra rossa   | Eva Fernández Brugués | 6–4, 4–6, 6–3 |
| 3. | 5 luglio 2009   | Bella Cup, Toruń                             | Terra rossa   | Ksenija Milevskaja    | 3–6, 6–4, 6–2 |
| 4. | 4 ottobre 2009  | Tbilisi Open, Tbilisi                        | Terra rossa   | Sofia Šapatava        | 4-6, 6-3, 6-2 |
| 5. | 17 ottobre 2010 | Kharkiv Ladies Cup, Charkiv                  | Sintetico (i) | Dar'ja Kučmina        | 7–5, 4–6, 6–4 |

#### Sconfitte (5)
| Torneo $100.000 (0) |
| Torneo $80.000 (0)  |
| Torneo $75.000 (0)  |
| Torneo $60.000 (0)  |
| Torneo $50.000 (0)  |
| Torneo $40.000 (0)  |
| Torneo $25.000 (3)  |
| Torneo $15.000 (0)  |
| Torneo $10.000 (2)  |

| N. | Data           | Torneo                                      | Superficie  | Avversaria in finale | Punteggio     |
| 1. | 15 marzo 2009  | ITF Women's Circuit Giza, Giza              | Terra rossa | Galina Fokina        | 4–6, 2–6      |
| 2. | 24 maggio 2009 | Sapronov-tennis Kharkiv Ladies Cup, Charkiv | Terra rossa | Kristina Antonijčuk  | 6–4, 4–6, 1–6 |
| 3. | 2 agosto 2009  | Tennis Park Gorky, Almaty                   | Cemento     | Elena Čalova         | 3–6, 4–6      |
| 4. | 21 aprile 2013 | Namangan Women's Tournament, Namangan       | Cemento     | Nadežda Kičenok      | 2-6, 3-6      |
| 5. | 28 aprile 2013 | Andijan Womens, Andijan                     | Cemento     | Anastasyja Vasyl'eva | 4–6, 5–7      |

### Doppio

#### Vittorie (25)
| Torneo $100.000 (3) |
| Torneo $80.000 (0)  |
| Torneo $75.000 (1)  |
| Torneo $60.000 (0)  |
| Torneo $50.000 (1)  |
| Torneo $40.000 (0)  |
| Torneo $25.000 (11) |
| Torneo $15.000 (0)  |
| Torneo $10.000 (9)  |

| N.  | Data              | Torneo                                                 | Superficie    | Compagna              | Avversarie in finale                  | Punteggio           |
| 1.  | 21 luglio 2007    | Orterer Cup, Garching bei München                      | Terra rossa   | Katariina Tuohimaa    | Franziska Klotz Evelyn Mayr           | 7–5, 6–3            |
| 2.  | 15 marzo 2008     | ITF Women's Circuit Cairo, Il Cairo                    | Terra rossa   | Galina Fokina         | Elena Čalova Inna Sokolova            | 6–4, 6–2            |
| 3.  | 29 marzo 2008     | ITF Women's Circuit Cairo, Il Cairo                    | Terra rossa   | Galina Fokina         | Anna Savickaja Bibiane Schoofs        | 7–6(7), 6–4         |
| 4.  | 26 luglio 2008    | Kharkiv Ladies Cup, Charkiv                            | Terra rossa   | Mihaela Buzărnescu    | Kristina Antonijčuk Lesia Tsurenko    | 6-1, 6-4            |
| 5.  | 13 settembre 2008 | Innsbruck Open, Innsbruck                              | Terra rossa   | Iryna Burjačok        | Conny Perrin Nicole Riner             | 3–6, 6–3, [10–7]    |
| 6.  | 20 settembre 2008 | Trofeo Società Gestioni Energetiche, Casale Monferrato | Terra rossa   | Catarina Ferreira     | Nicole Riner Amra Sadiković           | 7–5, 7–6(5)         |
| 7.  | 7 marzo 2009      | ITF Women's Circuit Giza, Giza                         | Terra rossa   | Fatima El Allami      | Marlot Meddens Bibiane Weijers        | 6–4, 6–2            |
| 8.  | 13 giugno 2009    | Karshi Womens, Karshi                                  | Cemento       | Kristina Antonijčuk   | Çağla Büyükakçay Pemra Özgen          | 5-7, 6-0, [10-6]    |
| 9.  | 1º agosto 2009    | Tennis Park Gorky, Almaty                              | Cemento       | Elena Čalova          | Oksana Kalašnikova Ágnes Szatmári     | 6–1, 6–0            |
| 10. | 19 settembre 2009 | ITF Women's Circuit Naples, Napoli                     | Terra rossa   | Nina Bratčikova       | Betina Jozami María Irigoyen          | 7–6(5), 2–6, [10–8] |
| 11. | 10 ottobre 2009   | Open GDF SUEZ Région Limousin, Limoges                 | Cemento (i)   | Elena Čalova          | Florence Haring Violette Huck         | 4–6, 6–3, [10–4]    |
| 12. | 20 dicembre 2009  | Al Habtoor Tennis Challenge, Dubai                     | Cemento       | Julia Görges          | Vladimíra Uhlířová Renata Voráčová    | 4-6, 6-2, [10-8]    |
| 13. | 31 ottobre 2010   | Republican Girls, Istanbul                             | Cemento (i)   | Marta Sirotkina       | Ekateryna Bychkova Iryna Brémond      | 6-3, 6-1            |
| 14. | 21 novembre 2010  | Hart Open, Opole                                       | Sintetico (i) | Polina Pechova        | Paula Kania Magda Linette             | 6-3, 6-4            |
| 15. | 16 febbraio 2012  | Winter Moscow Open, Mosca                              | Cemento       | Marta Sirotkina       | Tat'jana Kotelnikova Lіdzіja Marozava | 7–6, 4–6, [11–9]    |
| 16. | 24 marzo 2012     | Almaty Womens, Almaty                                  | Cemento       | Evgenija Paškova      | Albina Khabibulina Ilona Kramen'      | 6–1, 7–5            |
| 17. | 22 aprile 2012    | Namangan Women's Tournament, Namangan                  | Cemento       | Marta Sirotkina       | Naomi Broady Paula Kania              | 6-2, 7-5            |
| 18. | 28 aprile 2012    | Tennis Organisation, Adalia                            | Cemento       | Sofia Kvacabaia       | Ana Bogdan Marija Moch                | 6-4, 6-4            |
| 19. | 29 luglio 2012    | President's Cup, Astana                                | Cemento       | Marta Sirotkina       | Ljudmyla Kičenok Nadežda Kičenok      | 3–6, 6–4, [10–2]    |
| 20. | 23 marzo 2013     | GD Tennis Academy, Adalia                              | Cemento       | Ksenia Palkina        | Anamika Bhargava Nicole Melichar      | 6–1, 6–3            |
| 21. | 30 marzo 2013     | GD Tennis Academy, Adalia                              | Cemento       | Ksenia Palkina        | Başak Eraydın Abbie Myers             | 6–4, 4–6, [10–8]    |
| 22. | 14 luglio 2013    | ITF Women's Circuit Istanbul, Istanbul                 | Cemento       | Ljudmyla Kičenok      | Alʹona Fomina Anja Prislan            | 6-2, 4-6, [10-7]    |
| 23. | 13 settembre 2013 | Trabzon Cup, Trebisonda                                | Cemento       | Aleksandra Krunić     | Ani Amiraghyan Dalila Jakupovič       | 6-2, 6-1            |
| 24. | 10 luglio 2015    | Open 88 Contrexéville, Contrexéville                   | Terra rossa   | Danka Kovinić         | Irina Ramialison Constance Sibille    | 2–6, 6–3, [10–6]    |
| 25. | 14 luglio 2019    | Open 88 Contrexéville, Contrexéville                   | Terra rossa   | Georgina García Pérez | Anna Danilina Eva Wacanno             | 6-3, 6-3            |

#### Sconfitte (10)
| Torneo $100.000 (1) |
| Torneo $80.000 (0)  |
| Torneo $75.000 (0)  |
| Torneo $60.000 (0)  |
| Torneo $50.000 (3)  |
| Torneo $40.000 (0)  |
| Torneo $25.000 (6)  |
| Torneo $15.000 (0)  |
| Torneo $10.000 (0)  |

| N.  | Data              | Torneo                                                 | Superficie    | Compagna             | Avversarie in finale                 | Punteggio        |
| 1.  | 5 maggio 2007     | ITF Women's Circuit Antalya-Attaleia, Adalia           | Cemento       | Sofia Kvacabaia      | Vojislava Lukić Dessislava Mladenova | 6–2, 2–6, 3–6    |
| 2.  | 10 maggio 2008    | ITF Women's Circuit Antalya-Manavgat, Adalia           | Terra rossa   | Pemra Özgen          | Melanie Klaffner Ksenija Milevskaja  | 2–6, 5–7         |
| 3.  | 5 aprile 2009     | ITF Women's Circuit Khanty-Mansiysk, Chanty-Mansijsk   | Sintetico (i) | Valerija Savinych    | Ksenija Milevskaja Lesja Curenko     | 2-6, 3-6         |
| 4.  | 25 settembre 2010 | Telavi Open, Telavi                                    | Terra rossa   | Melanie Klaffner     | Veronika Kapšaj Ágnes Szatmári       | 1–6, 6–2, [8–10] |
| 5.  | 8 gennaio 2011    | Blossom Cup, Quanzhou                                  | Cemento       | Julija Bejhel'zymer  | Liu Wanting Sun Shengnan             | 3–6, 2–6         |
| 6.  | 25 giugno 2012    | Swedish Ladies Ystad, Ystad                            | Terra rossa   | Lenka Wienerová      | Magda Linette Katarzyna Piter        | 3-6, 3-6         |
| 7.  | 24 settembre 2012 | Telavi Open, Telavi                                    | Terra rossa   | Kacjaryna Dzehalevič | Réka Luca Jani Christina Shakovets   | 6-3, 4-6, [6-10] |
| 8.  | 15 dicembre 2013  | Ganesh Naik ITF Women's Tennis Tournament, Navi Mumbai | Cemento       | Diāna Marcinkēviča   | Jocelyn Rae Anna Smith               | 4–6, 6(5)–7      |
| 9.  | 26 dicembre 2014  | LIC ITF Women's Tennis Championships, Pune             | Cemento       | Anastasyja Vasyl'eva | Anna Morgina Nina Stojanović         | 6(7)-7, 4-6      |
| 10. | 17 agosto 2024    | Cary Tennis Classic, Cary                              | Cemento       | Iryna Šymanovič      | Céline Naef Tamara Zidanšek          | 6-4, 3-6, [9-11] |

## Grand Slam Junior

### Doppio

#### Sconfitte (1)
| Tornei del Grande Slam  |
| ----------------------- |
| Australian Open (0)     |
| Open di Francia (0)     |
| Torneo di Wimbledon (0) |
| US Open (1)             |

| N. | Data             | Torneo            | Superficie | Compagna       | Avversarie in finale                 | Punteggio |
| 1. | 8 settembre 2007 | US Open, New York | Cemento    | Ksenija Lykina | Ksenija Milevskaja Urszula Radwańska | 1-6, 2-6  |